# Nitruro di berillio
Il nitruro di berillio è un composto inorganico del berillio e dell'azoto con formula Be3N2. Può essere preparato dagli elementi ad alta temperatura (1100–1500 °C); a differenza dell'azide di berillio (Be(N3)2), si decompone nel vuoto in berillio e azoto. Viene facilmente idrolizzato formando idrossido di berillio e ammoniaca. Ha due forme polimorfe: una cubica {\displaystyle {\ce {(\alpha - Be3N2)}}} con una struttura anti-fluorite, e una esagonale {\displaystyle {\ce {(\beta -Be3N2)}}}. Reagisce con il nitruro di silicio (Si3N4) in un flusso di ammoniaca a 1800–1900 °C per formare BeSiN2. 

## Preparazione
Il nitruro di berillio viene preparato riscaldando polvere metallica di berillio con azoto secco in un'atmosfera priva di ossigeno a temperature comprese tra 700 °C e 1400 °C.

## Usi
Viene utilizzato nelle ceramiche refrattarie, nonché nei reattori nucleari e per produrre carbonio-14 radioattivo per applicazioni di traccianti.

## Reazioni
Il nitruro di berillio reagisce con gli acidi minerali producendo ammoniaca e i corrispondenti sali degli acidi:
{\displaystyle {\ce {Be3N2 \ + \ 6HCl -> 3 BeCl2 \ + \ 2NH3}}}
In soluzioni alcaline forti si forma un berillato, con evoluzione di ammoniaca:
{\displaystyle {\ce {Be3N2 \ + \ 6NaOH -> 3Na2BeO2 \ + \ 2NH3}}}
Sia la reazione acida che quella alcalina sono vivaci e vigorose. La reazione con l'acqua, tuttavia, è molto lenta:
{\displaystyle {\ce {Be3N2 \ + \ 6H2O -> 3Be(OH)2 \ + \ 2NH3}}}
Le reazioni con agenti ossidanti possono essere violente.